# Милорад Симић (политичар)
Милорад Симић (Доња Лупљаница код Дервенте, ФНРЈ, 11. октобар 1951) српски је политичар и наставник. Бивши је градоначелник Дервенте и функционер Савеза независних социјалдемократа (СНСД).

## Биографија
Милорад Симић је рођен 11. октобра 1951. године у Доњој Лупљаници код Дервенте, ФНРЈ. Основну школу завршио је у Календеровцима, а Учитељску школу у Дервенти (1971). Студирао је на Педагошкој академији у Бањој Луци, на одсјеку за српскохрватски језик и југословенску књижевност. Радио је као наставник матерњег језика у Основној школи „Тодор Докић“ у Календеровцима од 1974. до 1979. Током периода 1979—1990. био је запослен у Радној организацији „Пољопривредник“, а од 1990. до 1992. обављао је и дужност директора. Године 1991. основао је приватну фирму „Симић“.
Милорад Симић је 2003. изабран за предсједника Општинског одбора СНСД-а у Дервенти. На локалним изборима 2004. изабран је за начелника општине Дервенте и на том положају остао до 2021. године, када је Дервента добила статус града, а Милорад Симић постао њен први градоначелник. Симић је на положају градоначелника остао до 2024. године, када је на локалним изборима за то мјесто изабран Игор Жунић.
Ожењен је и има два сина.

## Награде и признања
Милорад Симић је носилац Ордена Светог Саве. Добитник је бројних признања за своје ангажовање у привреди, спорту, култури, хуманитарном раду итд.
- Најменаџер-Најначелник, 2013 (Дирекција за избор Најменаџера БиХ, Југоисточне и Средње Европе).
- Најбољи начелник у Републици Српској, 2014 (Европски покрет у БиХ).
- Најбољи менаџер – Најбољи начелник у БиХ, 2015 (Европски покрет у БиХ).
- Начелник деценије у Републици Српској, 2016 (Европски покрет БиХ).
- Најбољи начелник-најбољи менаџер, 2016 (Дирекција за избор Најменаџера БиХ, Југоисточне и Средње Европе).
- Најначелник, 2017 (Дирекција за избор Најменаџера БиХ, Југоисточне и Средње Европе).